# 増沢良二
増沢 良二（ますざわ りょうじ、1952年7月14日 - ）は、群馬県出身の元競艇選手。

## 来歴
原由樹夫と同期の33期生としてデビュー。
1984年3月の第19回鳳凰賞競走（常滑）では北原友次・荘林幸輝・小林嗣政ら強豪を相手に捲りを決めて優勝し、自身唯一の四大特別競走・SG級レース制覇を飾った。
地元桐生では1987年の開設30周年で優出して3着、1998年1月7日の一般戦「第31回スポニチ杯争奪・第26回群馬ダービー」でも優出して江口晃生・山崎智也に次ぐ3着に入った。
1998年は群馬ダービーと三国のGIII企業杯を含む6度の優出、2003年には1月13日の浜名湖一般戦「クロッキーアタック」と3月11日の唐津GIII企業杯「酒の聚楽太閤杯競走」で共に2着に入るなど4度の優出を記録。
2004年3月12日の若松一般戦「第3回JLC杯争奪戦競走」でメンバー中唯一のB1レーサーとして優出し、松本勝也の2着に入ったのが最後の優出となった 。
2006年1月4日の桐生一般戦「第39回スポニチ杯争奪・第34回群馬ダービー」3日目1R（1号艇1コース進入）が最後の勝利、3月5日の徳山「一般競走」最終日9R（6号艇5コース進入で2着）で最後の出走となり、同年限りで現役を引退。

## 主な優勝
- 1984年 - 第19回鳳凰賞競走（常滑）